# Akrokallosales Syndrom

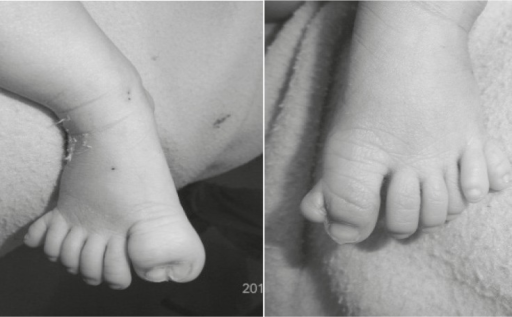
Polydactyly and hallux duplication in a 1 day old infant due to acrocallosal syndrome.

Akrokallosales Syndrom ist eine sehr seltene angeborene Erkrankung mit den Hauptmerkmalen Agenesie des Corpus callosum (CC), distal betonte Fehlbildungen der Extremitäten, insbesondere Polydaktylie, Gesichtsauffälligkeiten und geistige Behinderung. Das Syndrom kann als Subtyp des Joubert-Syndromes (Joubert-Syndrom und verwandte Krankheiten) angesehen werden.
Synonyme sind: Acrocallosal-Syndrom; ACLS; ACS Schinzel-Typ; englisch Hallux-duplication; Absence of Corpus Callosum, Schinzel Type; Hallux Duplication, Postaxial Polydactyly, and Absence of Corpus Callosum
Der Erstbeschrieb erfolgte 1979 durch den österreichischen Humangenetiker Albert Schinzel.

## Vorkommen
Die Häufigkeit (Prävalenz) wird mit unter 1 zu 1 Million angegeben, bislang wurde über etwa 50 Betroffene berichtet. Die Vererbung erfolgt autosomal-rezessiv.

## Ursache
Der Erkrankung liegen entweder Mutationen im KIF7-Gen auf Chromosom 15 Genort q26.1, welches für das kinesin family member 7 kodiert, oder im GLI3-Gen auf Chromosom 7 an p14.1 zugrunde, das für einen Transkriptionsfaktor kodiert.
Beide Gene sind im Sonic Hedgehog-Signalweg beteiligt.
Mutationen im KIF7-Gen finden sich auch im Joubert-Syndrom Typ 12.
Andere Mutationen im GLI3-Gen finden sich beim Greig-Syndrom.

## Klinische Erscheinungen
Klinische Kriterien sind:
- Balkenmangel
- Arachnoidalzyste (1/3)
- Unterentwicklung von Hirnabschnitten (Medulla oblongata, Temporallappen, Pons oder des Kleinhirnwurmes)
- Mikropolygyrie
- Makrozephalie mit prominenter Stirn, betontes Hinterhaupt, großer vorderer Fontanelle
- Hypertelorismus, antimongoloide Lidstellung
- kurzer Unterkiefer, (Dreieckiger Mund)
- nach vorne gerichtete Nasenlöcher und breiter flacher Nasenrücken
- Klinodaktylie des V. Fingers, Polydaktylie oder Syndaktylie von Zehen und Finger

Seltener treten auf: kurzes Philtrum/Oberlippe, hoher Gaumenbogen, Lippen-/Gaumenspalte, Herzfehler, Hypospadie und Hernien.

## Diagnostik
Eine vorgeburtliche Diagnostik ist ab der 20. Schwangerschaftswoche durch Ultraschall und Magnetresonanz-Bildgebung möglich.

## Differential-Diagnose
Abzugrenzen sind:
- Zephalo-Polysyndaktylie Greig
- Oro-fazio-digitales Syndrom Typ 1 und Typ 2
- Meckel-Gruber-Syndrom
- Smith-Lemli-Opitz-Syndrom
- Rubinstein-Taybi-Syndrom
- Pena-Shokeir-Syndrom Typ 2 (Zerebro-okulo-fazio-skeletales Syndrom)
- Aicardi-Syndrom
- Neu-Laxova-Syndrom
- Pseudotrisomie-13-Syndrom
- Toriello-Carey-Syndrom
- Oto-palato-digitales Syndrom Typ 2
- Da Silva-Syndrom[2]

## Therapie
Die Prognose wird durch den Schweregrad der Fehlbildungen, durch die Muskelhypotonie und durch das Auftreten von Krampfanfällen bestimmt.